# Olympische Sommerspiele 2016/Teilnehmer (Ruanda)
| Gelbes Symbol für Goldmedaillen mit stilisierten Olympischen Ringen | Graues Symbol für Silbermedaillen mit stilisierten Olympischen Ringen | Braundes Symbol für Bronzemedaillen mit stilisierten Olympischen Ringen |
| ------------------------------------------------------------------- | --------------------------------------------------------------------- | ----------------------------------------------------------------------- |
| —                                                                   | —                                                                     | —                                                                       |

Ruanda nahm in Rio de Janeiro an den Olympischen Spielen 2016 teil. Es war die insgesamt neunte Teilnahme an Olympischen Sommerspielen. Vom Comité National Olympique et Sportif du Rwanda wurden sieben Athleten in vier Sportarten nominiert. 
Fahnenträger bei der Eröffnungsfeier war der Radsportler Adrien Niyonshuti. 

## Teilnehmer nach Sportarten

### Leichtathletik
Laufen und Gehen
| Frauen                |          |   |   |   |   |              |     |     |
| Salome Nyirarukundo   | 10.000 m | – | – | – | – | 32:07,80 min | 27  | 27  |
| Claudette Mukasakindi | Marathon | – | – | – | – | 3:05:57 h    | 126 | 126 |
| Männer                |          |   |   |   |   |              |     |     |
| Ambroise Uwiragiye    | Marathon | – | – | – | – | 2:25:57 h    | 99  | 99  |

### Radsport

#### Straße
| Athleten          | Wettbewerb    | Zeit | Rang |
| ----------------- | ------------- | ---- | ---- |
| Männer            |               |      |      |
| Adrien Niyonshuti | Straßenrennen | DNF  | DNF  |

#### Mountainbike
| Athleten          | Wettbewerb    | Zeit      | Rang      |
| ----------------- | ------------- | --------- | --------- |
| Männer            |               |           |           |
| Nathan Byukusenge | Cross-Country | +3 Runden | +3 Runden |

### Schwimmen
| Athleten         | Wettbewerb          | Vorlauf     | Vorlauf | Halbfinale    | Halbfinale    | Finale        | Finale        | Rang |
| Athleten         | Wettbewerb          | Zeit        | Rang    | Zeit          | Rang          | Zeit          | Rang          | Rang |
| ---------------- | ------------------- | ----------- | ------- | ------------- | ------------- | ------------- | ------------- | ---- |
| Frauen           |                     |             |         |               |               |               |               |      |
| Johanna Umurungi | 100 m Schmetterling | 1:11,92 min | 44      | ausgeschieden | ausgeschieden | ausgeschieden | ausgeschieden | 44   |
| Männer           |                     |             |         |               |               |               |               |      |
| Eloi Imaniraguha | 50 m Freistil       | 26,43 s     | 68      | ausgeschieden | ausgeschieden | ausgeschieden | ausgeschieden | 68   |